# Willmine

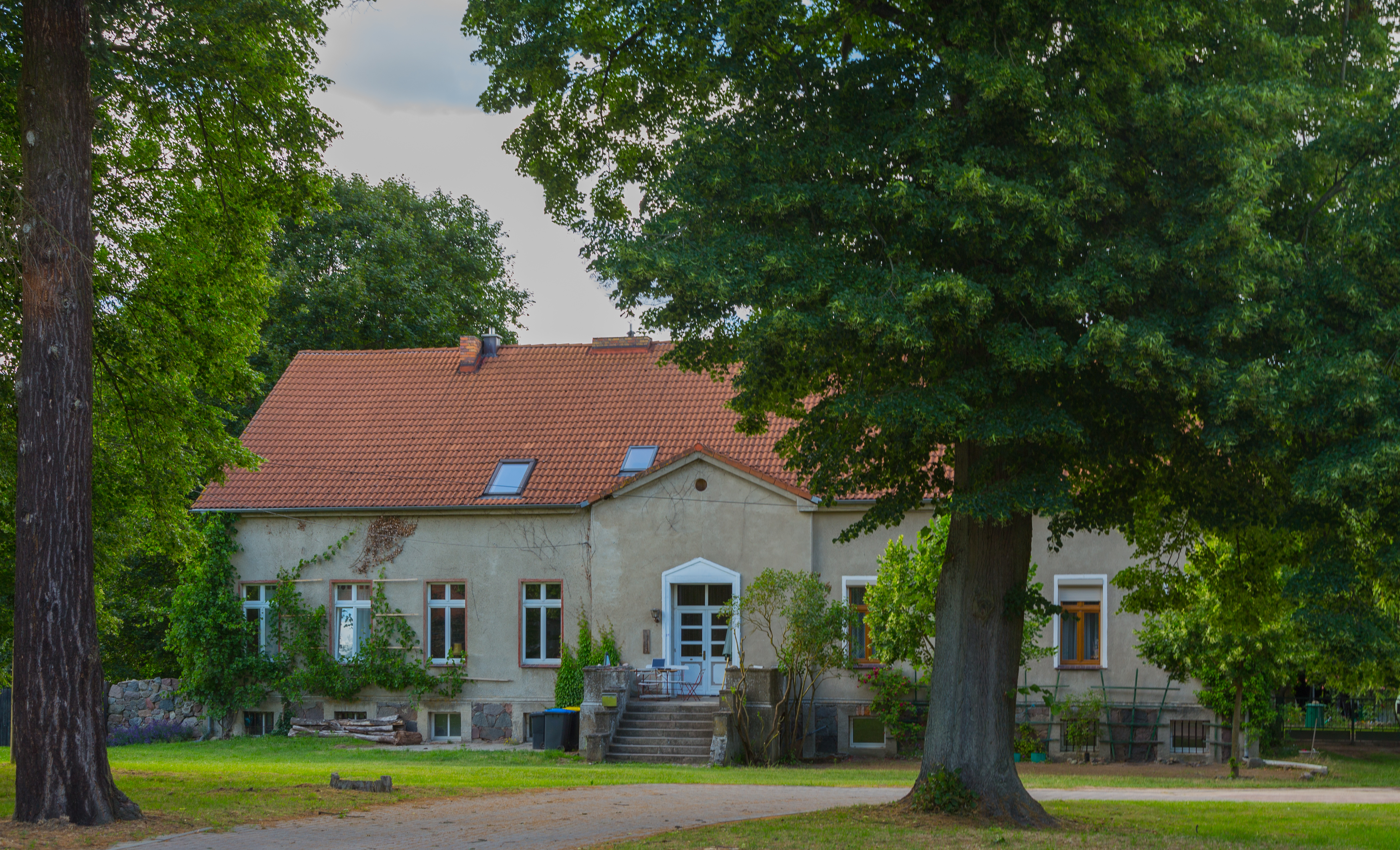
Gutshaus in Willmine

Willmine ist ein Gemeindeteil von Gerswalde im Landkreis Uckermark (Brandenburg). Der Ort wurde 1765 als Vorwerk durch Alexander Wilhelm von Arnim, Rittergutsbesitzer auf Fredenwald errichtet.

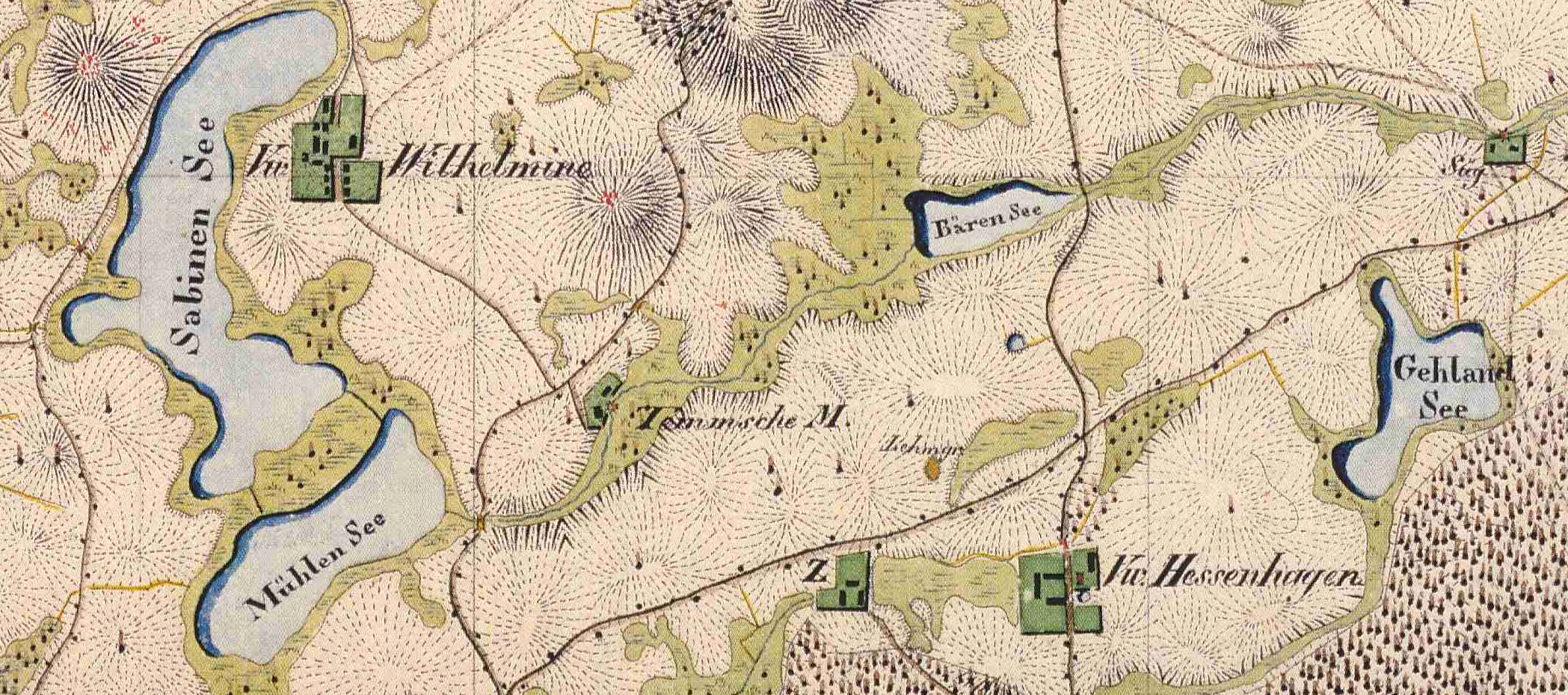
Willmine und Temmener Mühle (Gem. Gerswalde), Hessenhagen und Hessenhagener Mühle (Gem. Flieth-Stegelitz), Ausschnitt aus dem Urmesstischblatt 2848 Gerswalde von 1826

## Lage
Willmine liegt ca. zwei Kilometer südwestlich von Groß Fredenwalde bzw. etwas über sechs Kilometer südsüdöstlich von Gerswalde. Der Ort ist über die L 242 von Gerswalde zu erreichen. Der Ort liegt auf einem halbinselartigen Vorsprung auf der Ostseite des Sabinensees. Der Ortskern liegt auf etwa 74 m ü. NHN. Südlich des Sabinensees und noch zur Gemarkung Groß Fredenwalde gehörend liegt der Mühlensee.

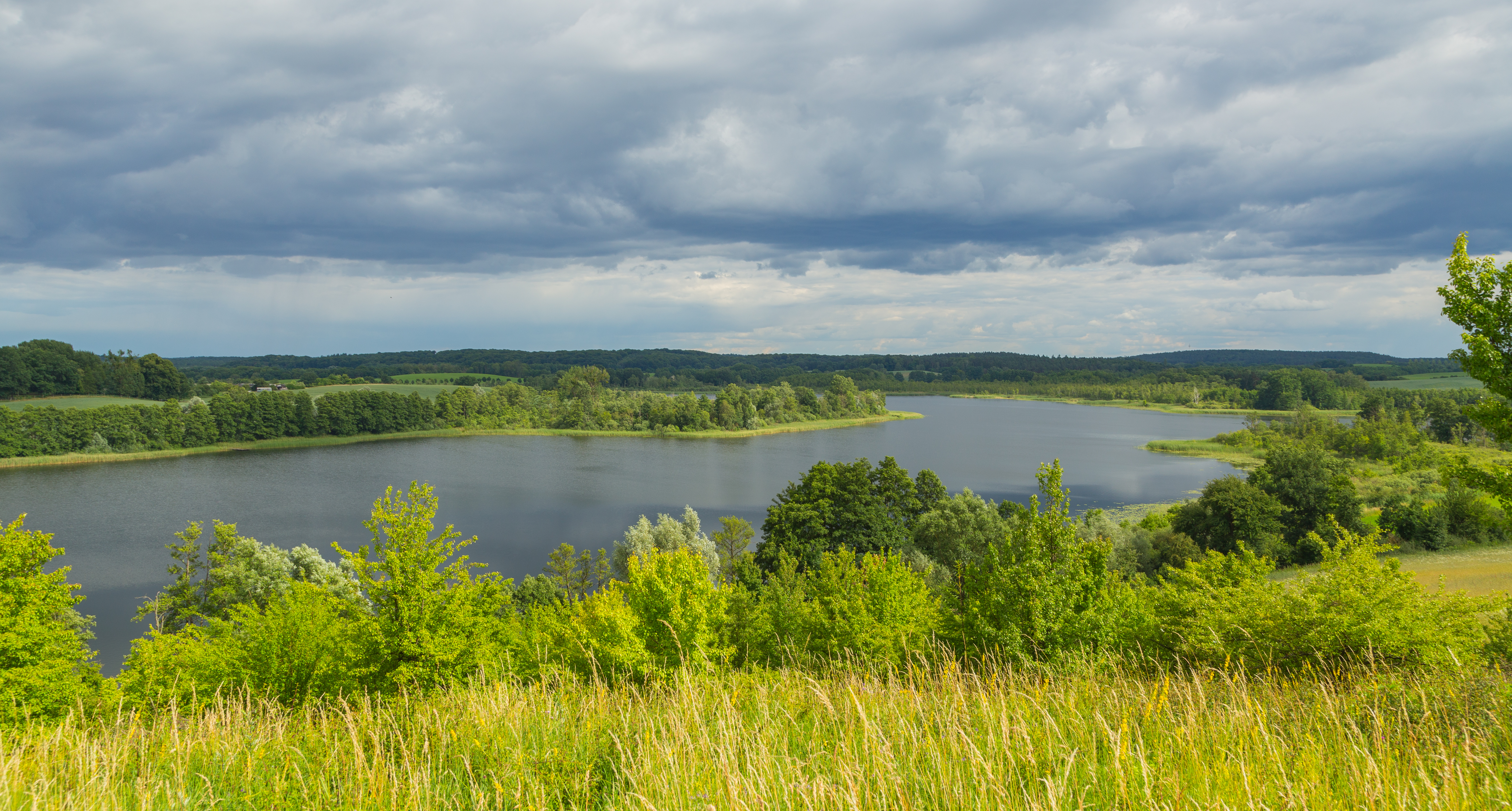
Sabinensee bei Willmine

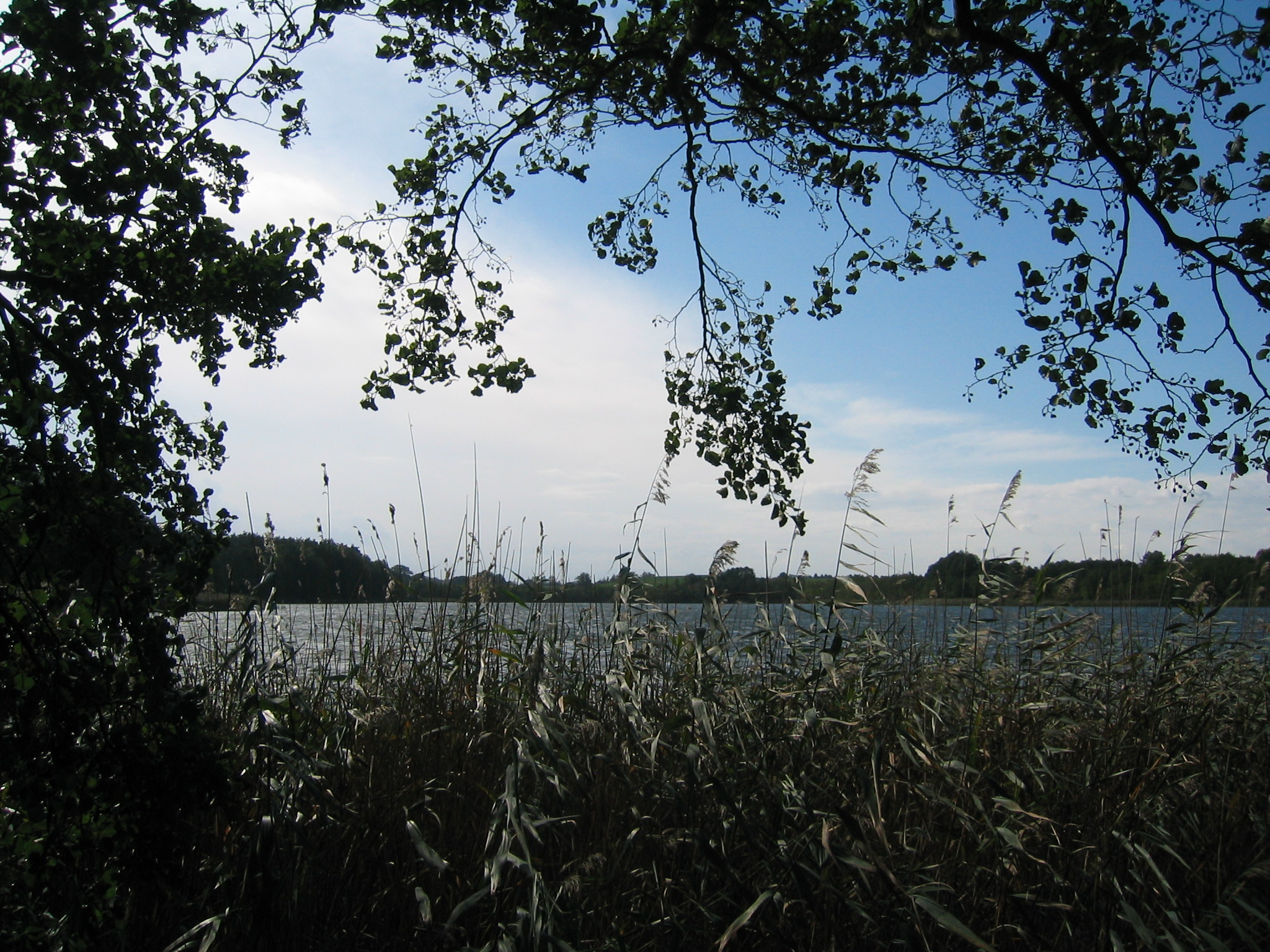
Mühlensee südlich von Willmine

## Geschichte
Das Vorwerk wurde 1765 vom Rittergut Fredenwalde aus aufgebaut. 1753 war der Besitzer der einen Hälfte (Roter Hof) von Fredenwalde Alexander (II.) von Arnim gestorben. Die andere Hälfte wurde der Weiße Hof genannt. Erst 1768 kam es zur Erbteilung des Roten Hofes. Der ältere Sohn Curt Friedrich von Arnim erhielt Neu-Temmen und den südlichen Teil des Rittergutes. Er baute sich östlich des Sabinensees einen neuen Rittersitz auf, der ursprünglich Neu Fredenwalde genannt wurde. Später wurde der Ort dann Willmine genannt, nach der Frau des Curt Friedrich, Hanna Wilhelmine von Dargitz. Außerdem fiel ihm nach dem Tod des Bruders Hans Erdmann das 1743 gegründete Vorwerk Neu-Temmen zu. Dem jüngeren Bruder Alexander Wilhelm von Arnim verblieb die andere Hälfte des ursprünglichen Rittersitzes. Nach der Teilung des Weißen Hofes kam es 1768 zum Aufbau des Gutes Klein-Fredenwalde, sodass ab etwa diesem Zeitpunkt sich auch die Schreibweise Groß Fredenwalde für das ursprüngliche Rittergut Fredenwalde einbürgerte. Auch das Vorwerk Arnimswalde wurde zu diesem Zeitpunkt neu aufgebaut.
1772 verkaufte Curt Friedrich Neu-Temmen an Gottfried von Dargitz. 1793 starb Curt Friedrich von Arnim und hinterließ drei Töchter, die nicht lehnberechtigt waren. Seine Hälfte des Roten Hofes fiel an Alexander Wilhelm, sodass der Rote Hof wieder vereinigt war. Da auch seine Onkel ohne Lehnserben starben, fiel Alexander Wilhelm von Arnim auch der Weiße Hof zu, und hatte damit das Rittergut Fredenwalde wieder im Alleinbesitz. Er war mit Albertine Luise Gräfin von Küssow verheiratet, mit der er die Tochter Henriette Albertine Emilie hatte, die sich mit Carl Caspar von Langenn verheiratete, und den erbberechtigten Sohn Wilhelm Georg, der mit Caroline Henriette von Ahlimb verheiratet war. Alexander Wilhelm baute 1768 auch das Vorwerk Albertinenhof, das er nach seiner Frau benannte. Alexander Wilhelm war Kgl. Preußischer Generalleutnant und Träger des Roten Adlerordens und des Ordens Pour le Mérite; er starb am 26. September 1809 in Berlin.
Das Rittergut Willmine war von 1833 bis 1845 und von 1845 bis 1859 an den Amtmann Heinrich Müller verpachtet.
Sein einziger Sohn und Erbe Wilhelm Georg von Arnim hatte aus seiner Ehe mit Caroline Henriette von Ahlimb drei nicht lehnberechtigte Töchter, sodass der Lehnbesitz Fredenwalde nach seinem Tod 1847 erneut geteilt wurde. Willmine, Arnimswalde und Klein Fredenwalde fielen nach längeren Verhandlungen an Friedrich Wilhelm Ludwig von Arnim (1824–1866), während Groß Fredenwalde und Albertinenhof an Ludwig Bernhard von Arnim auf Götschendorf kamen. Friedrich Wilhelm Ludwig von Arnim war mit Johanna Ottilie Strahl verheiratet, und wohnte mit ihr in Willmine.
1861 standen sieben Wohngebäude und 14 Wirtschaftsgebäude; der Ort hatte 83 Einwohner. Ernst Fidicin beziffert das zu Willmine gehörige Areal mit 1935 Morger, darunter 835 Morgen Acker, 195 Morgen Wiesen und 865 Morgen Wald. Nach Adolf Frantz maß das Areal dagegen 2077 Morgen, davon 853 Morgen Acker, 195 Morgen Wiesen und 865 Morgen Wald.
1871 standen in Willmine fünf Wohngebäude. wohnten 12 Familien im Ort.
1879 hatte das Gut eine Gesamtgröße von 581,9 ha, davon 412,57 ha Acker, 55,87 ha Wiesen, 6,84 ha Hutung, 28,53 ha Wald und 78,09 ha Wasser. Der Grundsteuerreinertrag war mit 4442 Mark angesetzt.
Erbe war der einzige überlebende Sohn Ludwig Gustav Otto Gotthelf von Arnim (1860–1936), der die Güter Willmine, Arnimswalde und Klein Fredenwalde 1900 an Hans Carl Georg Otto Heinrich Felix von Arnim auf Neuensund bzw. Mürow verkaufte. Ludwig Gustav Otto Gotthelf von Arnim war von 1899 bis 1920 Landrat des Kreises Templin. 1885 hatte Willmine 465 ha, davon 290 ha Acker, 58 ha Wiesen, 7 ha Hutung, 29 ha Wald, ein ha Ödland und 80 ha Wasser; der Grundsteuerreinertrag ist auf 4432 Mark beziffert. Lud von Arnim ließ die drei Rittergüter von einem Oberinspektor Dreger bewirtschaften.
Nach dem Handbuch des Grundbesitzes im Deutschen Reich von 1896 hatte Willmine nun eine Gesamtgröße von 620 ha, davon 240 ha Acker, 50 ha Wiesen, 250 ha Wald, 5 ha Ödland und 75 ha Wasser. 5889 Mark Grundsteuerreinertrag. Der Pächter war nun ein H. Wolke in Arnimswalde.
Nach dem Handbuch des Grundbesitzes im Deutschen Reich von 1903 war Hans von Arnim, Rittmeister a. D. auf Neuensund Besitzer der drei Rittergüter. Willmine hatte eine Gesamtgröße von 620 ha, davon 240 ha Acker, 50 ha Wiesen, 250 ha Wald, 5 ha Ödland und 75 ha Wasser. Der Grundsteuerreintrag betrug 5889 Mark. Hans von Arnim ließ die drei Güter von Ernst Krach bewirtschaften. 1906 wurde eine Schule in Willmine errichtet.
Nach Niekammer's Güter-Adressbuch der Provinz Brandenburg von 1907 hatte das Gut nur noch eine Größe von 590 ha, davon 210 ha Acker, 50 ha Wiesen, 250 ha Wald, 5 ha Ödland und 75 ha Wasser. Der Grundsteuerreintrag betrug 4368 Mark. Auf dem Gut wurden 48 Pferde, 191 Stück Rindvieh, davon 95 Kühe, 673 Schafe und 10 Schweine gehalten. Verwalter war weiterhin Ernst Krach. Die Zahlen für 1914 sind unverändert.
Hans von Arnim auf Neuensund war 1914 gestorben und hinterließ Arnimswalde, Klein Fredenwalde und Willmine seinem Sohn Hans-Jochen August Albert Berthold Carl Helmuth Georg Friedrich Heinrich von Arnim (1884–1950). Hans-Jochen von Arnim verkaufte die Ackerflächen des Gutes Willmine ca. 1924 an Hans Gosch aus Wilkendorf. Die Waldflächen behielt er und schloss sie an Arnimswalde an. Das (verkaufte) Restgut hatte 1929 eine Gesamtgröße von 424 ha, davon 250 ha Acker, 45 ha Wiesen, 25 ha Weiden, 12,5 ha Wald, 14,5 ha Ödland und 70 ha Wasser. Der Grundsteuerreinertrag betrug noch 3676 Mark. Hans Gosch ließ das Gut durch Fritz Bobermien verwalten. Ab 1933 gehörte das Gut in Willmine einem Dr. Hans Krull.
| Jahr      | 1774 | 1790 | 1801  | 1817 | 1840 | 1858 | 1867 | 1871 | 1895 | 1925 |
| Einwohner | 49   | 74   | k. A. | 73   | 76   | 71   | 89   | 107  | 144  | 148  |

## Kommunale Geschichte
Zur Zeit der Gründung des Vorwerkes bzw. späteren Rittergutes Willmine gehört der Ort zum Uckermärkischen Kreis der Mark Brandenburg. Mit der Kreisreform von 1816/17 kam Willmine zum Kreis Templin der Provinz Brandenburg. Um die Mitte des 19. Jahrhunderts entstand der Gutsbezirk Willmine, mit den Güter Arnimswalde, Klein Fredenwalde und Willmine, sowie dem Forsthaus Krohnsfenn, das aber erst Anfang des 19. Jahrhunderts angelegt worden war. Mit der Kreisreform von 1952 wurde der Kreis Templin neu zugeschnitten. Mit der Kreisreform von 1993 wurden die Kreise Templin, Prenzlau und Angermünde zum Landkreis Uckermark vereinigt.
1874 wurde der Gutsbezirk Willmine dem Amtsbezirk 5 Groß Fredenwalde des Kreises Templin zugewiesen. Amtsvorsteher war Friedrich von Arnim auf Groß Fredenwalde, sein Stellvertreter Schulze Nobiling in Groß Fredenwalde. 1928 wurde der Gutsbezirk Willmine mit dem Gemeindebezirk Groß Fredenwalde zur Gemeinde Groß Fredenwalde vereinigt. 1931 und 1950 war Willmine ein Wohnplatz von Groß Fredenwalde, 1957 und 1971 war Willmine ein Ortsteil von Groß Fredenwalde. Groß Fredenwalde bildete 1992 zusammen mit neun anderen Gemeinden das Amt Gerswalde. Zum 31. Dezember 2001 schlossen sich Friedenfelde, Gerswalde, Groß Fredenwalde, Kaakstedt und Krohnhorst zur neuen Gemeinde Gerswalde zusammen. Groß Fredenwalde und Willmine sind heute Gemeindeteile von Gerswalde.

## Gutshaus
Nach Ingrid Reisinger wurde das Gutshaus in Willmine noch in der 2. Hälfte des 18. Jahrhunderts errichtet. Friedrich Wilhelm Ludwig von Arnim und seine Frau wohnten Mitte des 19. Jahrhunderts in Willmine. Ihre vier Kinder, von denen allerdings drei Kinder jung starben, wurden alle in Willmine geboren. Friedrich Wilhelm Ludwig von Arnim starb 1866 in Willmine. Nach der Enteignung 1945/46 wurden im Gutshaus Wohnungen eingerichtet, ab etwa 1970 war hier der örtliche Jugendclub untergebracht. Nach der Wende kam das Gutshaus in Privatbesitz und ist hier in zwei Hälften geteilt worden.

## Persönlichkeiten mit Bezug zu Willmine
- Hans Ludwig von Arnim (1889–1971), deutscher Beamter, Kirchenfunktionär, Politiker und Autor
- Max von Bahrfeldt (1856–1936), preußischer General der Infanterie und Numismatiker.